# کنش انسانی

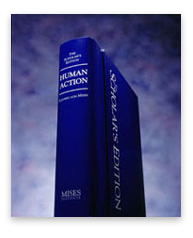

کنش انسانی: رساله‌ای در اقتصاد  (به انگلیسی: Human Action: A Treatise on Economics) بزرگ‌ترین اثر لودویگ فن میزس(۱۸۸۱–۱۹۷۳) اقتصاددان اتریشی و سردمدار مکتب اقتصادی اتریش است. میزس در این کتاب از مبانی معرفت‌شناختی و مفهوم کنش ارادی می‌آغازد و گام‌به‌گام با استنتاج منطقی به مفاهیم و مسائل مختلف کنش‌شناختی و اقتصادی می‌پردازد. این اثر را یکی از جانانه‌ترین دفاعیات از اقتصاد آزاد و یکی از مهلک‌ترین حربه‌های نظری علیه سوسیالیسم دانسته‌اند. چاپ اول کتاب به سال ۱۹۴۹ میلادی و توسط انتشارات دانشگاه ییل صورت گرفت. این کتاب خلف کتاب دیگری‌است از میزس به زبان آلمانی با عنوان کامل اقتصاد، نظریهٔ کنش و تدبیر معاش. میزس بخش‌بندی کتاب پیشین را در کتاب کنش انسانی حفظ کرد ولی بسیاری از مطالب را بازنویسی کرد. کتاب شامل یک مقدمه و هفت بخش است: ۱- کنش انسانی، ۲- کنش در چهارچوب جامعه، ۳- محاسبهٔ اقتصادی، ۴- علم تسعیر یا اقتصاد جامعهٔ بازار، ۵-تعاون اجتماعی بدون بازار، ۶- اقتصادِ بازارِ درقید، ۷- جایگاه اقتصاد در جامعه.

## بنیان فلسفی کتاب
میزس در این کتاب می‌گوید که گسترهٔ کنش‌شناسی تبیین مقولهٔ کنش انسانی‌است. آنچه برای استنتاج قضایای کنش‌شناختی لازم است دانستن جوهرِ کنش انسانی‌است. این دانش درون ماست چرا که ما انسانیم. همانگونه که دانشی که به کمک آن قضایای منطقی و ریاضی را استنتاج می‌کنیم در درون ماست، دانش دربایسته برای استنتاجات کنش‌شناسی هم در درون ماست. قضایای کنش‌شناسی جهان‌شمول‌اند، به این معنا که اگر فرض‌های قضیه صادق باشد نتیجهٔ قضیه نیز صادق است — در هر زمان و برای هر بشری؛ ولی از آنجا که هدفِ علمْ شناخت واقعیت است و نه تمرین فکری و بازی منطقی، کنش‌شناسی و به تبع آن اقتصاد، در پی قضایایی می‌رود که به کار جهان واقعی بیاید و نه قضایایی که مبتنی بر پیش‌فرض‌هایی‌است که منطبق با واقعیت بیرونی نیست؛ بنابراین مثلاً اقتصاد به توسعه قضایایی می‌پردازد که در آن‌ها کار کردن نامطلوب است — یعنی اگر رسیدن به هدفی برتر مدنظر نباشد کسی ترجیح نمی‌دهد که کار کند. گرچه می‌توان جهانی را فرض کرد که در آن کار کردن موجب ناراحتی — به معنی عدم راحتی — نیست، قضایایی که از چنین فرضی استنتاج می‌شوند به کار جهان واقعی نمی‌آیند.

## تاریخچهٔ انتشار کتاب
لودویگ فن میزس از پاییز سال ۱۹۳۴م تا تابستان ۱۹۴۰ کرسی روابط اقتصادی جهانی را در آموزشگاه عالی مطالعات بین‌المللی در شهر ژنو در سوئیس در اختیار داشت. در آنجا بالاخره فرصت یافت که رساله‌ای جامع در اقتصاد، که سال‌ها مصمم به نوشتنش بود، تألیف کند. این رساله به زبان آلمانی با عنوان Nationaloekonomie, Theorie des Handelns und Wirtschaften [اقتصاد، نظریهٔ کنش و تدبیر معاش] در مهٔ ۱۹۴۰ در ژنو به چاپ رسید.
این ایام با آغاز جنگ جهانی دوم و تهاجمات آلمان نازی به کشورهای همسایه مصادف بود. میزس و همسرش در اوت همان سال (۱۹۴۰) به آمریکا گریختند و در نیویورک اسکان گزیدند. بسیاری دیگر از اقتصاددانان اتریشی از جمله تقریباً تمام اعضای سابق حلقهٔ میزس پیشتر اتریش را ترک گفته بودند. آنها طبعاً در محیطهای جدید و ناآشنا کمتر فرصت کار علمی و پرداختن به معقولات می‌داشتند. به علاوه کتاب اصلاً نتوانست به بازارهای آلمانی زبان راه یابد. چنین بود که اثری که انتظار می‌رفت سبب سربلندی نویسنده‌اش شود و سدی سترگ در مقابل موج نئوکلاسیسسم و عقاید مارشال و کینز باشد، مهجور ماند.
در ایالات متحده وضعیت میزس و همسرش چندان مطلوب نبود و در مضیقه می‌زیستند. در سال ۱۹۴۴ در پی پیشنهاد هنری هازلیت به یوجین دیویدسن رئیس انتشارات دانشگاه ییل دو کتاب از میزس به زبان انگلیسی به چاپ رسید یکی دولت هرویسپ‌توانا و دیگر دیوانسالاری. توفیق این دو اثر دیویدسن را بر آن داشت که با میزس تماس گیرد. نتیجهٔ ملاقات‌ها این شد که ترتیبی برای ترجمهٔ کتاب Nationalokonime به زبان انگلیسی داده شود.
دیویدسن مشتاق انجام یافتن کار بود، پس با صاحب‌نظران مشورت کرد. هازلیت، وسترفیلد، هایک و ماخلوپ اثر را ستودند و دیویدسن را ترغیب به چاپ کردند. با این حال شمار مخالفان اندک نبود. عده‌ای عقاید میزس را کهنه یا افراطی می‌دانستند و عده‌ای حتی از خصمان میزس به‌شمار می‌آمدند. از مخالفان سرشناس می‌توان هابرلر، فرنک نایت و اسکار لانگه را نام برد.
به رغم مخالفت‌ها هیئت انتشارات دانشگاه ییل در ۵ مارس ۱۹۴۵ رأی به چاپ اثر تحت عنوان موقت اقتصاد ملی داد. نام کتاب، درست پیش از چاپ، به کنش انسانی تغییر یافت. میزس عنوان‌های زیر را به دیویدسن پیشنهاد کرده بود:
1. اقتصاد، رساله‌ای در کنش انسانی
2. انسان و واقعیت: رساله‌ای در کنش انسانی
3. وسایل و غایات:رساله‌ای در اقتصاد
4. انسان به دنبال زندگی‌ای بهتر: رساله‌ای در اقتصاد
5. کنش انسانی: رساله‌ای در اقتصاد.

دستنویس نهایی در اول اکتبر ۱۹۴۸ به چاپخانه تحویل داده شد و چند ماه بعد در سال ۱۹۴۹ به بازار عرضه شد.